# Tuar Mhic Éadaigh
Tuar Mhic Éadaigh (en anglès Toormakeady) és una vila d'Irlanda, al comtat de Mayo, a la província de Connacht. Es troba al costat de la carretera R300 on el riu Glensaul desemboca en el Lough Mask.
Part de Tuar Mhic Éadaigh formava part del veí Comtat de Galway, però el 1898 fou posat sota l'administració del comtat de Mayo. La població va experimentar el seu nivell més alt de població fins a l'arribada de la Gran Fam Irlandesa de la dècada del 1840. Molts descendents d'emigrants hi retornen cada any per trobar-hi llurs arrels. Els records genealògics de l'àrea s'han informatitzat al South Mayo Family Research Centre a Ballinrobe.
El 3 de maig de 1921, durant la Guerra Angloirlandesa uns 30 membres de la columna volant de Mayo Sud de l'Exèrcit Republicà Irlandès organitzaren una emboscada vora Tuar Mhic Éadaigh.
L'actor anglès Robert Shaw, més conegut pels seus treballs a Des de Rússia amb amor, Tauró i El cop, va viure a Drimbawn House, fins a la seva mort el 1978.